# Sad Eyed Lady of the Lowlands
Pistes de Blonde on Blonde
Obviously 5 Believers
Sad-Eyed Lady of the Lowlands est la dernière chanson de l'album Blonde on Blonde de Bob Dylan, sorti en 1966. Le titre peut être traduit en français par « La Dame aux yeux tristes des basses terres » ou « La Dame des plaines aux yeux tristes ».

## Caractéristiques
Présente sur une face entière de vinyle, la chanson frappe tout d'abord par sa longueur et la richesse de son texte. Bob Dylan, pendant plus de dix minutes, chante une sorte d'hymne à Sara Lownds, avec laquelle il va se marier.
La chanson, à la mélodie répétitive et lancinante, s'accompagne d'un flot d'images tantôt surréalistes, tantôt symboliques, parfois quotidiennes. Il est question d'attentes mystérieuses, d'une femme qui semble à la fois résister à l'auteur et s'abandonner à lui, d'autres protagonistes qui s'interposent entre elle et lui… Le long poème est aussi une classique déclaration d'amour, empreinte de sincérité et de mélancolie, telle qu'on la retrouve dans les œuvres classiques du romantisme.
La genèse de cette chanson est particulière, tout comme l'enregistrement de l'album Blonde on Blonde en général. La légende raconte que Bob Dylan, sous l'emprise de drogues (amphétamines probablement[réf. nécessaire]), fut extrêmement prolifique le jour de l'enregistrement, qui fut réalisé en une seule prise, au beau milieu de la nuit. On dit que les musiciens furent surpris par la longueur imprévue du texte de cette chanson. Certains prétendent, d'ailleurs, que ces derniers semblent vouloir conclure la chanson après trois couplets (notamment par une rythmique caractéristique de batterie).
Dans la chanson Sara sur l'album Desire (1976), qui s'adresse à la même personne (entre-temps devenue son ex-femme), Dylan chante :
Stayin' up for days in the Chelsea Hotel,
Writin' "Sad-Eyed Lady of the Lowlands" for you.
ce qui semble infirmer les propos attribués à Joan Baez, selon lesquels la chanson s'adresse à elle-même.
Étrangement, Sad-Eyed Lady of the Lowlands n'a jamais été chantée en public par Bob Dylan, alors que ce dernier est pourtant connu pour reprendre régulièrement ses anciennes chansons en concert.